# Das Wormser
Das Wormser (nom officiel : DAS WORMSER Theater, Kultur- und Tagungszentrum) est le plus grand complexe culturel et événementiel de Worms et a été inauguré le 29 janvier 2011. Ses origines remontent à la Städtisches Spiel- und Festhaus (Worms), dont le bâtiment du théâtre classé a été intégré dans le nouveau bâtiment de Gmp Architekten.

## Histoire de la construction
Le projet a démarré en mars 2005. La commission principale et celle des finances de la ville de Worms ont approuvé le projet en juin de la même année. Après une phase de planification intensive, le permis de construire a été accordé en septembre 2006. Le début des travaux était prévu pour le juillet 2007 mais c'était le 7 avril 2008 que les travaux commençaient et la pose de la première pierre avait lieu le 22 octobre 2008. La cérémonie d'achèvement des travaux était fêtée le 27 février 2009. Après près de six ans de planification et de construction, le complexe immobilier a été officiellement inauguré le 29 janvier 2011.

## Concept architectural
Pour la rénovation, la section de la « Mozartsaal », qui n'était pas un bâtiment classé, a été remplacée par un nouveau bâtiment basé sur les éléments de style moderne du bâtiment de 1966. Ses éléments modernes tels que le balcon en encorbellement, les grandes surfaces vitrées au rez-de-chaussée et la conception clairement structurée de la salle de théâtre constituent la base de l'extension moderne. L’impressionnante salle de théâtre, clairement visible tant à l’intérieur qu’à l’extérieur, se reflète au centre du nouveau bâtiment dans un foyer circulaire.
Les bâtiments anciens et nouveaux sont reliés par un motif de balcons environnants et des escaliers courbes. La zone scénique de l'ancien bâtiment se poursuit le long de la Bahnhofstrasse et crée une connexion fonctionnelle qui comprend également les zones de livraison.
Un emplacement en bordure de l'ensemble est prévu pour un hôtel projeté mais non encore réalisé, qui servira dans un premier temps de parking extérieur.
Un parvis spacieux (appelé plus tard Tiberiasplatz) relie les bâtiments et s'ouvre vers l'est avec vue sur la cathédrale. La place est dominée par un hêtre pourpre, planté lors de la reconstruction en 1966 et également classé monument historique. Il y a aussi une sculpture, « inges idee », un lien avec la Chanson des Nibelungen.
Le hêtre pourpre, planté lors de la reconstruction en 1966 et également classé monument historique, constitue la pièce maîtresse et marque l'entrée du nouveau bâtiment et du bistrot. Un espace en bois autour de l'arbre sert d'espace extérieur du restaurant et se situe sous le couloir qui relie les deux ailes (Mozartsaal et salle de Théâtre). L’espace extérieur doit inviter les gens à s’attarder, à se déplacer et à relier les bâtiments sans diminuer leur indépendance.

## Utilisation
Das Wormser est exploité par la société municipale Kultur und Veranstaltungs GmbH Worms. Le théâtre, une reconstruction de 1966, ne possède pas d'ensemble propre et sert principalement de théâtre invité. De plus, le nouveau bâtiment de 2010 offre une grande salle polyvalente, entourée de salles de conférence, de restaurants et d'espaces d'exposition.